# Marabu (авіакомпанія)
Marabu — естонська лоу-кост авіакомпанія зі штаб-квартирою в Таллінні, а також в аеропортах Гамбурга та Мюнхена в Німеччині. 
Продажем квитків займається компанія Condor, яка називає перевізника авіакомпанією-партнером. 

## Історія
13 грудня 2022 року компанія «Attestor Capital», власник 51% акцій німецької лоу-кост авіакомпанії «Condor», оголосила про створення зареєстрованого в Естонії перевізника, який почне працювати влітку 2023 року і використовує літаки Airbus A320neo, зафрахтовані у Nordica. Перевізник повністю належить німецькому автотранспорту спеціального призначення «CD Ferienflug Hessen Holding GmbH». 

Nordica Aviation Group, материнська компанія Nordica, раніше повідомила свою роль у створенні Естонського AOC для невстановленого клієнта, який розпочне свою діяльність навесні 2023 року. 
6 квітня 2023 року компанія Xfly, що входить у Nordica Aviation Group, опублікувала на своєму каналі YouTube відео, в якому повідомила про завершення цього процесу.

15 квітня 2023 року перший літак компанії Marabu, зареєстрований як ES-MBU, здійснив перший рейс з Мюнхена в Пальму-де-Майорку під позивним MBU6508.

## Напрямки
Згідно з веб-сайтом Marabu, перевізник обслуговуватиме до 20 місць відпочинку в Хорватії, Єгипті, Греції, Італії (Сардинія), Португалії та Іспанії.
 
Також було оголошено, що буде обслуговуватися більший діапазон напрямків у Німеччині.

| Держава    | Місто                | Аеропорт           | Примітки |
| ---------- | -------------------- | ------------------ | -------- |
| Хорватія   | Спліт                | Спліт              |          |
| Єгипет     | Хургада              | Хургада            |          |
| Естонія    | Таллінн              | Таллінн            |          |
| Німеччина  | Дюссельдорф          | Дюссельдорф        |          |
| Німеччина  | Франкфурт            | Франкфурт          |          |
| Німеччина  | Гамбург              | Гамбург            | Хаб      |
| Німеччина  | Лейпциг/Галле        | Лейпциг            |          |
| Німеччина  | Мюнхен               | Мюнхен             | Хаб      |
| Німеччина  | Нюрнберг             | Нюрнберг           |          |
| Німеччина  | Штутгарт             | Штутгарт           |          |
| Греція     | Ханья                | Ханья              |          |
| Греція     | Корфу                | Корфу              |          |
| Греція     | Іракліон             | Іракліон           |          |
| Греція     | Карпатос             | Карпатос           |          |
| Греція     | Кефалонія            | Кефалонія          |          |
| Греція     | Кос                  | Кос                |          |
| Греція     | Превеза              | Превеза            |          |
| Греція     | Родос                | Родос              |          |
| Греція     | Волос                | Неа-Анхіалос       |          |
| Греція     | Закінф               | Закінф             |          |
| Італія     | Рим                  | Рим-Ф'юмічіно      |          |
| Італія     | Ольбія               | Ольбія             |          |
| Італія     | Ламеція-Терме        | Ламеція-Терме      |          |
| Португалія | Фару                 | Фару               |          |
| Іспанія    | Фуертевентура        | Фуертевентура      |          |
| Іспанія    | Гран-Канарія         | Гран-Канарія       |          |
| Іспанія    | Херес-де-ла-Фронтера | Херес              |          |
| Іспанія    | Лансароте            | Лансароте          |          |
| Іспанія    | Малага               | Малага             |          |
| Іспанія    | Пальма де Майорка    | Пальма-де-Майорка  |          |
| Іспанія    | Ла-Пальма            | Ла-Пальма          |          |
| Іспанія    | Тенерифе             | Тенерифе-Південний |          |

## Флот
Флот на травень 2023
| Тип             | В дії | Замовлено | Пасажирів | Примітки                       |  |
| --------------- | ----- | --------- | --------- | ------------------------------ |  |
| Airbus A320-200 | 1     | —         | 180       | експлуатується Heston Airlines |  |
| Airbus A320neo  | 4     |           | 180       |                                |  |
| Airbus A321-200 | 2     |           | 220       | експлуатується Heston Airlines |  |
| Загалом         | 7     |           |           |                                |  |